# Dvory nad Lužnicí
Dvory nad Lužnicí, bis 1948 Německé (deutsch Beinhöfen) ist eine Gemeinde in Tschechien. Sie befindet sich elf Kilometer nordwestlich von České Velenice und gehört zum Okres Jindřichův Hradec.

## Geographie

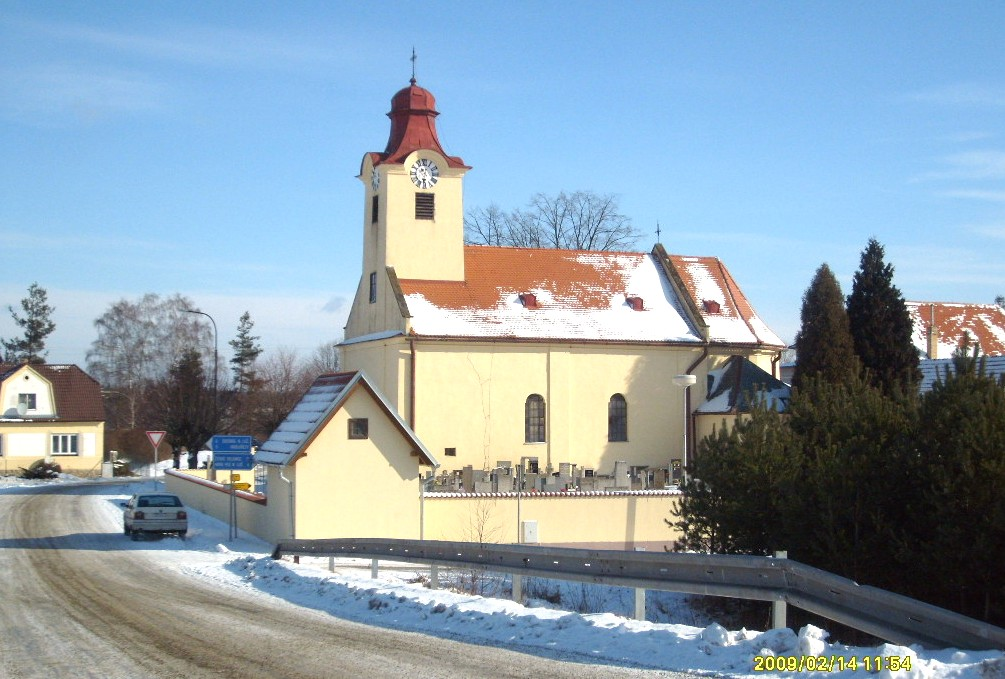
Kirche von Dvory

Das Dorf befindet sich linksseitig des Mäanderlaufes der Lainsitz. Nachbarorte sind Hrdlořezy im Nordwesten, Halámky im Osten, Nová Ves nad Lužnicí und Žofina Huť im Süden sowie Hranice und Dolejší Chalupy im Südwesten.

## Geschichte
Die erste Erwähnung des Dorfes Peÿhöfen erfolgte 1499 im Urbar von Weitra. Bis 1788 war der Ort nach Gmünd gepfarrt und in der Zeit von 1788 bis 1791 entstand die Pfarrkirche. Während des Baues erfolgten in der Kapelle Gottesdienste. Im Jahr 1822 wurde der Ort als Dorf mit 54 einzelnen Häusern genannt, das über eine Pfarre und eine Schule verfügte. Die Herrschaft Weitra besaß die Ortsobrigkeit, übte die Landgerichtsbarkeit aus, besorgte die Konskription und hatte die Grundherrschaft inne.
Beinhöfen gehörte nach den Reformen 1848/1849 zum Amtsbezirk Schrems in Niederösterreich und lag in dem Teil des Weitraer Gebiets, der im Vertrag von Saint-Germain 1920 der Tschechoslowakei zugesprochen wurde. Das Dorf erhielt in der Folge den tschechischen Namen Německé.
1930 lebten in dem Dorf 544 Menschen. 1939 hatte Beinhöfen 433 Einwohner. Nach dem Münchner Abkommen wurde der Ort von 1939 bis 1945 dem deutschen Landkreis Gmünd zugewiesen. Nach dem Ende des Zweiten Weltkrieges kam Německé zur Tschechoslowakei zurück. 1948 erfolgte die Umbenennung in Dvory nad Lužnicí.